# Бритни Стивънс
Бритни Стивънс (на английски: Britney Stevens) е артистичен псевдоним на американската порнографска актриса Шери Хофман (Sherri Hoffman), родена на 24 февруари 1985 г. в Северен Холивуд, Лос Анджелис, щата Калифорния, САЩ.
Бритни Стивънс е сестра на порнографската актриса Уитни Стивънс.
Участва заедно с редица други порноактьори във видеоклипа на песента „Who's Your Daddy?“ на рапъра Некро от албума му The Sexorcist.

## Награди и номинации
- 2009: Номинация за AVN награда за най-добра секс сцена с двойно проникване – заедно със Стив Холмс и Джон Стронг за изпълнение на сцена във филма „Маслено претоварване“.[5]